# ری کراشاو
ری کراشاو (انگلیسی: Ray Crawshaw؛ 12 August 1908 – ۳۱ دسامبر ۱۹۷۴ (۶۶ سال)) بازیکن فوتبال اهل بریتانیا بود.
از باشگاه‌هایی که در آن بازی کرده‌است می‌توان به باشگاه فوتبال ساوتپورت، باشگاه فوتبال برنلی، و باشگاه فوتبال بیرمنگام سیتی اشاره کرد.